# Taraxacum sagittifrons
{{#ifeq:0|0|{{#if:Taraxacum sagittifrons|{{#if:|[[]}}|[[]]}}}}
Taraxacum sagittifrons — вид квіткових рослин родини айстрових (Asteraceae).

## Поширення
Ендемічна флора Ісландії.